# Club Voleibol 7 Islas 2014-2015
Questa voce raccoglie le informazioni riguardanti il Club Voleibol 7 Islas nelle competizioni ufficiali della stagione 2014-2015.

## Organigramma societario
Area direttiva
- Presidente: Francisco Sánchez

Area tecnica
- Allenatore: Francisco Sánchez
- Allenatore in seconda: Raúl Quintana

## Rosa
| N° | Nome                       | Ruolo | Data di nascita  | Nazionalità sportiva |
| -- | -------------------------- | ----- | ---------------- | -------------------- |
| 1  | Kilian Francisco Hernández | P     | -                | Spagna               |
| 2  | Pedro Sánchez              | S     | 23 novembre 1997 | Spagna               |
| 4  | Ruiman Artiles             | S     | 9 febbraio 1987  | Spagna               |
| 5  | Semidán Deniz              | S/O   | 17 marzo 1982    | Spagna               |
| 6  | Daniel Castañeda           | P     | 10 novembre 1975 | Spagna               |
| 7  | Juan Ignacio Rios          | S     | 11 aprile 1980   | Spagna               |
| 8  | Cristian Ramos             | C     | 23 maggio 1983   | Spagna               |
| 9  | Aléxis Valido              | L     | 9 marzo 1976     | Spagna               |
| 10 | José Carlos Henríquez      | S     | 23 luglio 1998   | Spagna               |
| 13 | Carlos Daniel Mejías       | S     | 26 dicembre 1989 | Spagna               |
| 14 | Arabisen Rodríguez         | S     | 24 gennaio 1995  | Spagna               |
| 15 | Adonis Ferrada             | C     | 21 aprile 1995   | Spagna               |
| 16 | Aaron Socorro              | C     | 29 ottobre 1993  | Spagna               |
| 17 | Luca Biliato               | S/O   | 3 ottobre 1983   | Spagna               |